# Dhimbes
Els dhimbes o zembes (singular: OmuZemba, plural: OvaZemba) són un poble indígena africà que resideix a Angola i a Namíbia. Sovint conviuen amb les comunitats himba.
El febrer de 2012 els dhimbes tradicionals van redactar una declaració de queixa de falta de respecte dels drets humans al Govern de Namíbia, la Unió Africana i l'Oficina de l'Alt Comissariat de les Nacions Unides per als Drets Humans que relacionava les violacions dels drets civils, culturals, econòmics, mediambientals, socials i polítics perpetrats pel Govern de Namíbia.
En setembre de 2012 el Relator Especial dels Drets dels Pobles Indígenes de les Nacions Unides va visitar Namíbia. Va establir que a Namíbia hi havia una manca de reconeixement de les terres comunitàries de les tribus indígenes minoritàries.
El 23 de novembre de 2012 les comunitats dhimbes de les regions d'Omuhonga i Epupa, juntament amb els himba, protestaren a Okanguati contra els plans del govern de Namíbia de construir un embassament al riu Kunene a les Muntanyes Baynes, contra l'increment de les prospeccions minaires a llurs terres tradicionals i contra les violacions dels drets humans vers llurs comunitats.
El 25 de març de 2013 els dhimbes s'uniren a milers de himbes en una marxa de protesta a Opuwo contra les violacions dels drets humans que patien a Namíbia. Van expressar llur frustració sobre el seu cap no reconegut com a "autoritat tradicional" pel Govern de Namíbia, contra els plans per construir l'embassament d'Orokawe a les Muntanyes Baynes en el curs del Kunene, contra l'educació culturalment inapropiada, contra la tanca il·legal de parts de les seves terres tradicionals, contra la falta de drets sobre la terra al territori que han viscut en segles, i en contra de l'aplicació de la Llei de Reforma de la Terra Comunal de 2002.